# Rogolji
Rogolji (en serbe cyrillique : Рогољи) est un village de Bosnie-Herzégovine. Il est situé dans la municipalité de Gradiška et dans la république serbe de Bosnie. Selon les premiers résultats du recensement bosnien de 2013, il compte 715 habitants.

## Démographie

### Évolution historique de la population dans la localité
| 1948 | 1953 | 1961 | 1971 | 1981 | 1991 | 2013 |
| ---- | ---- | ---- | ---- | ---- | ---- | ---- |
| -    | -    | 816  | 714  | 764  | 741  | 715  |

|  |

## Personnalité
Stevan Dukić (1920-1942), un Partisan yougoslave et un héros national de la Yougoslavie, est né dans le village.